# Jan-Ove Waldner
Pour les articles homonymes, voir Waldner.
Jan-Ove Waldner, né le 3 octobre 1965 à Stockholm, est un joueur de tennis de table suédois.
Il est élu au Temple de la renommée du tennis de table en 2003.

## Biographie
Né en 1965 à Stockholm, il jouait tout petit avec son frère, et s'est vu refuser l'entrée d'un club à Stockholm sous prétexte qu'il était trop petit. À 12 ans, il prenait la compétition au sérieux, et décide de devenir professionnel à 15 ans. Il perce rapidement au niveau international en devenant vice-champion d'Europe en 1982, seulement battu par son compatriote Mikael Appelgren.
Dans le milieu du « Ping », il a été surnommé « le Mozart du tennis de table » pour ses dons prodigieux et la beauté de son jeu. On peut y ajouter sa longévité impressionnante, du début des années 1980 (vice-champion d'Europe à moins de 17 ans) à l'année 2005, soit 25 ans au plus haut niveau, finissant 1/2 finaliste des JO de 2004 à presque 39 ans. Cette constance au plus haut niveau lui a permis d'acquérir un palmarès inégalé dans le ping moderne et lui a valu en fin de carrière un second surnom : « Evergreen Tree ».
Lors des Jeux olympiques de 1996 à Atlanta, Jan-Ove était le porte drapeau de la Suède.
Il est le seul non-Chinois de l'histoire du tennis de table à avoir réalisé le Grand Chelem (championnats du monde, coupe du monde et Jeux Olympiques), remportant au total 4 titres majeurs dans sa carrière : les championnats du monde 1989 à Dortmund face à son partenaire et rival de toujours Jörgen Persson, la Coupe du Monde 1990 à Chiba, les Jeux Olympiques de 1992 face au Français Jean-Philippe Gatien et de nouveau les championnats du monde en 1997 à Manchester face au Biélorusse Vladimir Samsonov et sans avoir concédé la moindre manche au cours de l'épreuve en simples, le point culminant de sa carrière. Il échoua deux fois en finale de la coupe du monde (1983, 1996), 1 fois en finale des Jeux olympiques (2000) et 2 fois en finale des championnats du monde (1987 et 1991).
Il fut formé au club de Stockholm Spårvägens BTK, club dans lequel il termina également sa carrière de joueur professionnel en jouant son dernier match en 2016, après avoir officié tantôt dans le championnat suédois, tantôt en Bundesliga allemande : ATSV Sarrebruck de 1984 à 1987, Stockholm Spårvägens de nouveau entre 1987 et 1991, Ängby SK entre 1991 et 1995, Kalmar BTK entre 1995 et 2003, SV Weru Plüderhausen entre 2003 et 2005 et le TTC Rhön-Sprudel Fulda-Maberzell de 2005 à 2012.

## Style de jeu
Son style de jeu est basé sur l'offensive (initiative et contre-initiative). Ses points forts : un jeu très complet, un topspin coup droit efficace (notamment grâce à une importante variation d'effet et à un placement de balle très précis), un revers très varié (topspin, bloc à plat, bloc latéral, claque), et d'excellents services. Waldner possède également un sens de l'anticipation et un toucher de balle hors du commun.

## Matériel
Jan-Ove est sponsorisé par la marque de tennis de table Donic.
Bois : Donic Waldner senso carbon

Revêtements : Coppa X1 Gold en coup droit, Coppa X2 Platin en revers 

Colle : Donic Waldner Speedmaster Glue

## Palmarès

### Jeux olympiques
- Jeux olympiques de 1992 à Barcelone (Espagne) :
  -  champion olympique en simple.
- Jeux olympiques de 2000 à Sydney (Australie) :
  -  vice-champion olympique en simple.
- Jeux olympiques de 2004 à Athènes (Grèce) :
  - demi-finaliste (4e).

### Championnats du monde
- Championnats du monde 1983 à Tōkyō (Japon) :
  -  vice-champion du monde par équipe.
- Championnats du monde 1985 à Göteborg (Suède) :
  -  vice-champion du monde par équipe.
- Championnats du monde 1987 à New Delhi (Inde) :
  -  vice-champion du monde en simple;
  -  vice-champion du monde par équipe.
- Championnats du monde 1989 à Dortmund (RF Allemagne) :
  -  champion du monde en simple;
  -  champion du monde par équipe.
- Championnats du monde 1991 à Chiba (Japon) :
  -  vice-champion du monde en simple.
  -  champion du monde par équipe.
- Championnats du monde 1993 à Göteborg (Suède) :
  -  demi-finaliste[2] en simple.
  -  champion du monde par équipe.
- Championnats du monde 1995 à Tianjin (Chine) :
  -  vice-champion du monde par équipe.
- Championnats du monde 1997 à Manchester (Royaume-Uni) :
  -  champion du monde en simple (et sans concéder une seule manche).
  -  vice-champion du monde en double avec Jorgen Persson
- Championnats du monde 1999 à Eindhoven (Pays-Bas) :
  -  demi-finaliste en simple.
- Championnats du monde 2000 à Kuala Lumpur (Malaisie) :
  -  champion du monde par équipe.

### Coupe du monde
- Coupe du monde 1983 à la Barbade :
  -  finaliste.
- Coupe du monde 1990 à Chiba (Japon) :
  -  vainqueur.
- Coupe du monde 1996 à Nîmes (France) :
  -  finaliste.

### Championnats d'Europe
- Championnat d'Europe 1982 à Budapest (Hongrie) :
  -  vice-champion d'Europe en simple.
- Championnat d'Europe 1986 à Prague (Tchécoslovaquie) :
  -  champion d'Europe en double.;
  -  champion d'Europe par équipe.
- Championnat d'Europe 1988 à Paris (France) :
  -  champion d'Europe en double.;
  -  champion d'Europe par équipe.
- Championnat d'Europe 1990 à Göteborg (Suède) :
  -  champion d'Europe par équipe.
- Championnat d'Europe 1992 à Stuttgart (Allemagne) :
  -  champion d'Europe par équipe.
- Championnat d'Europe 1994 à Birmingham (Royaume-Uni) :
  -  vice-champion d'Europe en simple.
- Championnat d'Europe 1996 à Bratislava (Slovaquie) :
  -  champion d'Europe en simple;
  -  champion d'Europe en double.;
  -  champion d'Europe par équipe.
- Championnat d'Europe 2000 à Brême (Allemagne) :
  -  champion d'Europe par équipe.
- Championnat d'Europe 2002 à Zagreb (Croatie) :
  -  champion d'Europe par équipe.

### Top 12 européen
Vainqueur en 1984, 1986, 1988, 1989, 1993, 1995, 1996.